# Great Ouse
Il Great Ouse è un fiume del Regno Unito.
Lungo 230 km, è la principale via di navigazione dell'Anglia orientale nonché il quarto fiume più lungo del Paese.
I tratti inferiori del Great Ouse sono noti anche come Old West River e the Ely Ouse.
Il nome Ouse viene dal celtico o pre-celtico Udso-s, e probabilmente significa semplicemente "acqua".
Il fiume ha parecchie sorgenti vicine ai villaggi di Syresham e Sulgrave nel Northamptonshire. Scorre attraverso Brackley, Buckingham, Milton Keynes presso Stony Stratford, Newport Pagnell, Olney, Bedford, St Neots, Godmanchester, Huntingdon, Hemingford Grey, St Ives, la città cattedrale di Ely, Littleport, Downham Market, costituisce il confine orientale della parrocchia civile di Buckden ed entra a The Wash presso King's Lynn.
L'Agenzia per l'Ambiente (Environment Agency) è l'autorità competente per la navigazione sul fiume, e tenta di attirarvi sempre più naviganti.
Gli estuari dell'Ouse (Ouse Washes) sono un'area naturalistica di importanza internazionale.

## Affluenti

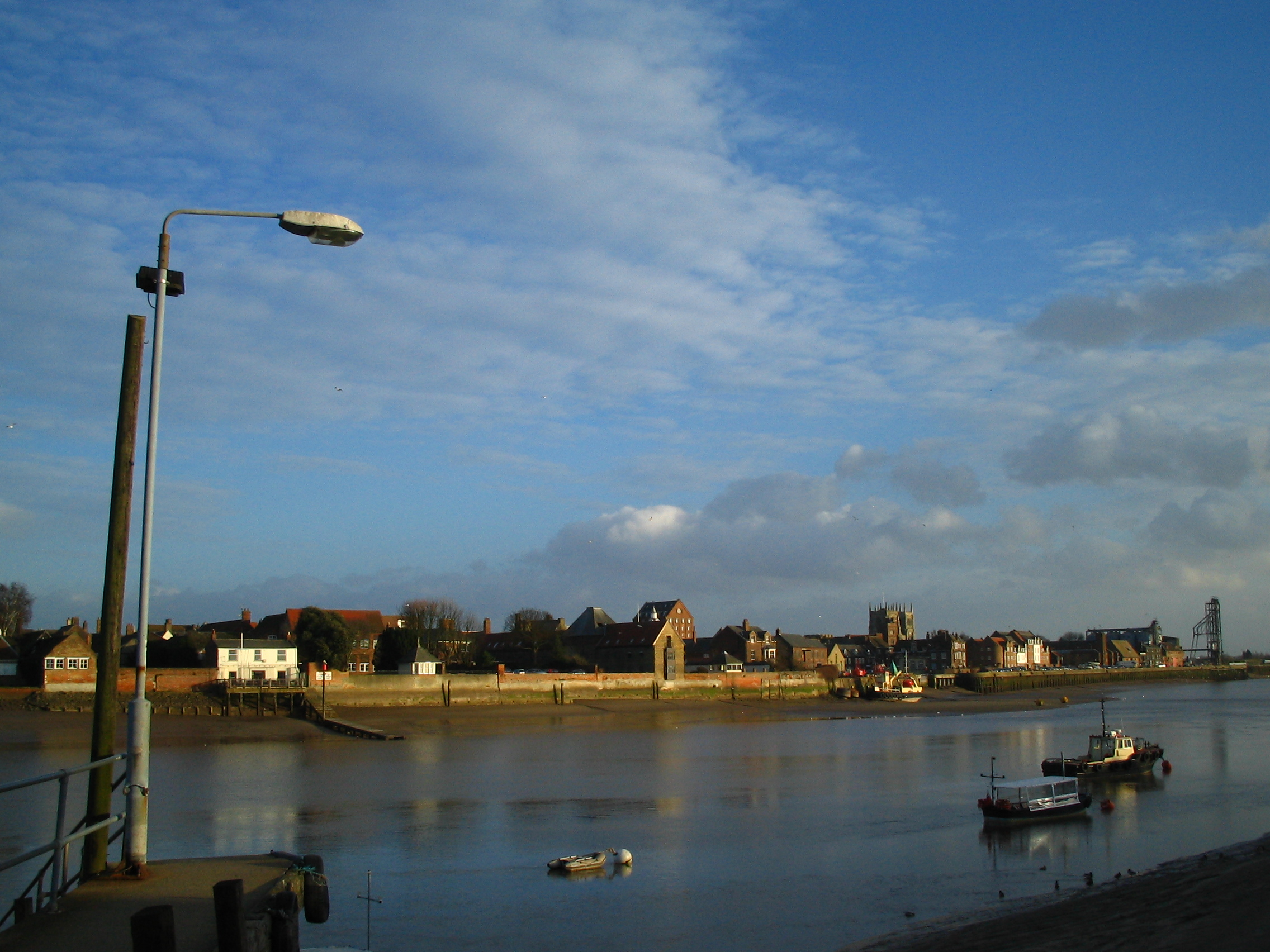
Il Great Ouse presso King's Lynn

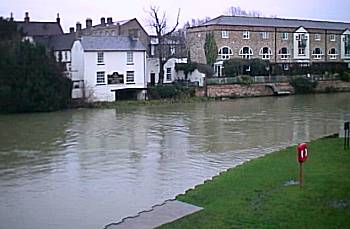
Il Great Ouse presso St Neots

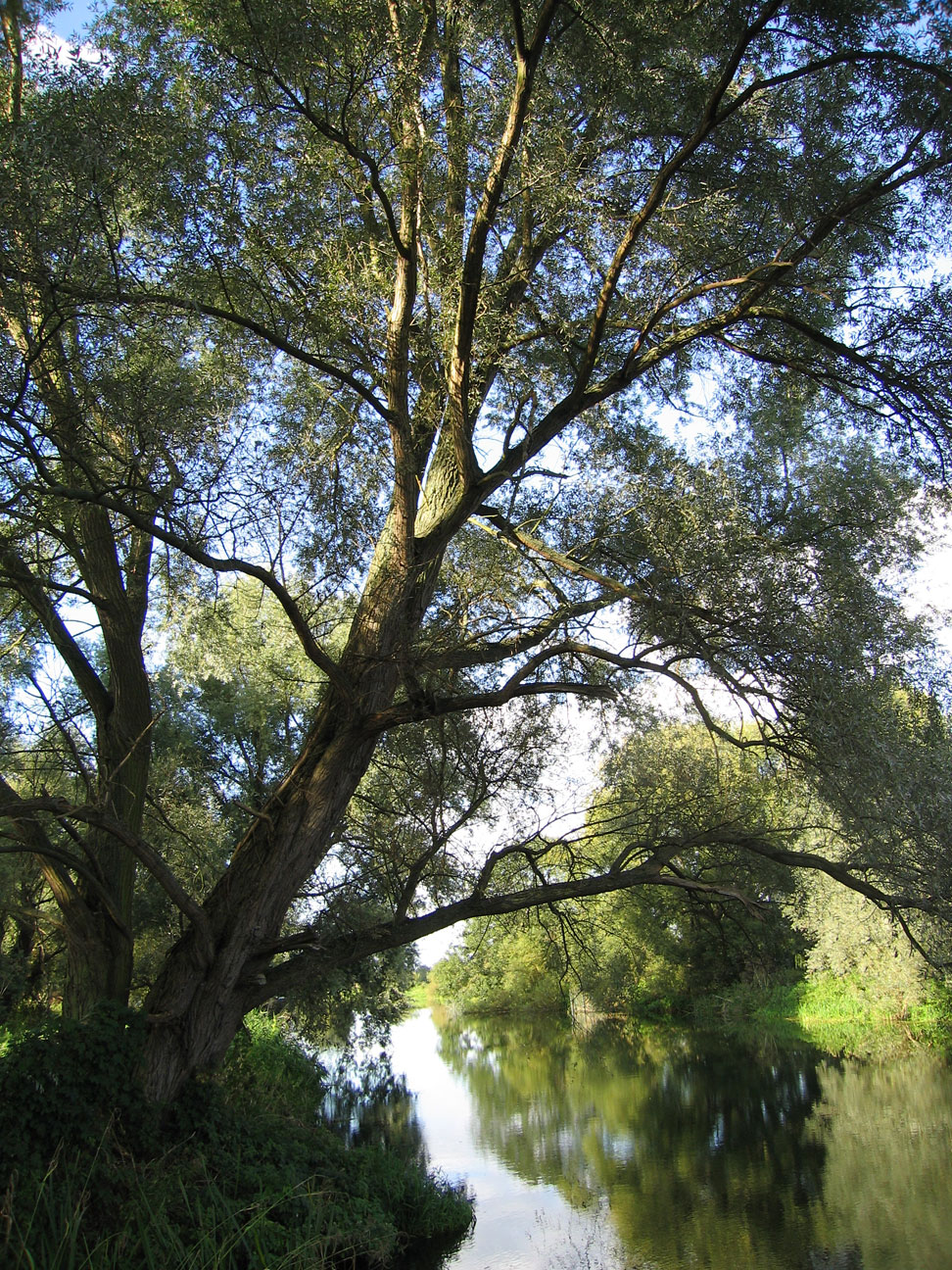
Il Great Ouse vicino a Little Paxton.

Gli affluenti del River Great Ouse (da monte [sorgente] a valle per confluenza) sono:
- Tove
- Ouzel (o Lovat)
- Ivel
- Kym
- Cam
- Lark
- Little Ouse
- Wissey
- Old Bedford River
- New Bedford River (noto anche come Hundred Foot Drain)
- Babingley
- Gaywood River

## Canottaggio
Nel 1944 l'annuale Regata Oxford-Cambridge tra le università di Oxford e di Cambridge ebbe luogo su questo fiume, tra le città di Littleport e Queen Adelaide, l'unica volta in cui non si è tenuta sul Tamigi; fu vinta da Oxford.
Il Great Ouse viene ora usato per allenamento dai circoli di canottaggio delle università di Cambridge.